# Molnár Gyula (jogász)
Molnár Gyula (1910. október 15. Budapest? – Budapest, 2008. május 6.) jogász, író, szerpap (diakónus), akire a 20. század és 21. század első évtizedének jelentős magyar mariológiai szaktekintélyként tekintenek. Legnagyobb érdeme a világ Szűz Mária-jelenések összegyűjtése és publikálása, tiltott korszakban szamizdat formában, majd később könyvekben.

## Élete
Pentelei Molnár János festőművész és nemes Kunos Adalberta (1876–?) fiaként született. Szülei 1902-ben házasodtak össze. Molnár Gyula 1933-ban jogászként végzett, majd parlamenti jegyzőként dolgozott. 1934–35-ben teológiai tanulmányok hallgatója, melynek keretében megismerte és barátságot kötött Josef Dillersberger salzburgi mariológussal. Klebelsberg Kunó-ösztöndíjasként 1936-ban jogot és teológiát hallgatott Berlinben a Collegium Hungaricumban és a Humboldt Egyetemen. Budapesten részt vett az Eucharisztikus Világtalálkozón, ami meghatározó élmény volt számára. Bekapcsolódott az Actio Catholica mozgalomba. Összekötő tisztként részt vett a második világháború keleti frontján, ahonnan visszatért sebesülés nélkül még a háború befejezése előtt. 1944-ben nősült meg. 1949-től bujkált a hatóságok elől, a Mindszenty-per kapcsán, azonban egy igazoltatás után 1950-ben letartóztatták és a Márianosztrai börtönben tartották fogva négy éven keresztül. 1954-ben szabadult végleg, de megtiltották, hogy jogászként állást vállaljon, ezért a kerepesi temetőben sírkőfaragóként helyezkedett el. 1956 után a Épület Szobrászipari Vállalattal közösen részt vett a Rákóczi úti házak sortatarozásában. Ekkor döntötte el, hogy életét a Mária-tiszteletnek szenteli. Szenvedélyesen gyűjtötte a Mária-jelenésekről a híradásokat, több helyszínt személyesen látogatott meg és kezdetben illegálisan, majd a rendszerváltáskor könyv alakban jelentette meg mariológiai kommentárokkal. Kilencvennyolc éves korában halt meg, Máriaremetén temették el 2008. május 18-án.

## Írásai
- Jegyzetek az Actio Catholica tanárképző előadásairól: Marczell Mihály: Neveléstan (1934); Szekfű Gyula - Csóka Lajos: Magyarország története (1934); Noszlopi László: Etika és pedagógia (1935); Eckhardt Sándor: Francia irodalom (1935); Jánosi József: Dogmatika (1935)[7]
- Molnár Gyula: Szűz Mária a történelemben.[3]
- Történelmet ír-e Szőkefalva? 2002[8]
- A Szűzanya jelenései három földrészen. Kiadó, Küküllői esperes kerület. Románia.[4]
- Vért esengve könyörgök hozzátok, térjetek meg. Nadzsu - IV. kötet.[9]